# Лоза Андрій Вікторович
 Андрій Вікторович Лоза — полковник  Державної служби спеціального зв’язку та захисту інформації Збройних сил України, учасник російсько-української війни, що відзначився під час російського вторгнення в Україну в 2022 році.
Одержав орден з рук Президента України Володимира Зеленського, який зустрівся 16 квітня 2022 року з військовослужбовцями Державної служби спеціального зв’язку та захисту інформації

## Нагороди
- орден Данила Галицького (2022) — за особисту мужність і самовіддані дії, виявлені у захисті державного суверенітету та територіальної цілісності України, вірність військовій присязі.